# Mago fonsecai
Mago fonsecai là một loài nhện trong họ Salticidae.
Loài này thuộc chi Mago. Mago fonsecai được Ilka Maria Fernandes Soares & Hélio Ferraz de Almeida Camargo miêu tả năm 1948.